# ولیسلاو بوئف
ولیسلاو بوئف (انگلیسی: Velislav Boev؛ زادهٔ ۱۹ دسامبر ۲۰۰۳) بازیکن فوتبال است.
وی همچنین در تیم‌های ملی فوتبال زیر 19 سال و زیر ۲۱ سال بلغارستان بازی کرده است.